# Coccinella (geslacht)
Coccinella is een geslacht van kevers uit de  familie van de lieveheersbeestjes (Coccinellidae). De wetenschappelijke naam van het geslacht werd in 1758 gepubliceerd door Carl Linnaeus.

## Soorten
- Coccinella barovskii Iablokoff-Khnzorian, 1979
- Coccinella hieroglyphica Linnaeus, 1758 – Hiërogliefenlieveheersbeestje
- Coccinella magnifica Redtenbacher, 1843 – Schitterend lieveheersbeestje
- Coccinella quinquepunctata Linnaeus, 1758 – Vijfstippelig lieveheersbeestje
- Coccinella septempunctata Linnaeus, 1758 – Zevenstippelig lieveheersbeestje
- Coccinella trifasciata Linnaeus, 1758
- Coccinella undecimpunctata Linnaeus, 1758 – Elfstippelig lieveheersbeestje
- Coccinella venusta Weise, 1879